# Gyrinus colymbus
Gyrinus colymbus is een keversoort uit de familie van schrijvertjes (Gyrinidae). De wetenschappelijke naam van de soort is voor het eerst geldig gepubliceerd in 1837 door Erichson.